# Sterie Diamandi
Sterie Diamandi (n. 22 august 1897, Aminciu-Mețova, Grecia – d. 11 iunie 1981, București) a fost un profesor și eseist aromân.
Este fiul militantului aromân Vasile Diamandi-Aminceanul. A urmat școala primară în satul natal, apoi Liceul român din Salonic, astăzi desființat. Continuă studiile inițiale la Ianina, Bitolia și București. Tot la București este student al Facultății de Litere și Filosofie (1912-1922), iar după absolvire funcționează ca profesor la Turnu Severin (1923-1924), la Roman (1924), unde este profesorul viitorului Patriarh al Bisericii Ortodoxe Române, Iustin Moisescu, și la Iași, oraș în care predă pedagogia la Școala Normală „Vasile Lupu” (1925-1936). În capitala Moldovei este ales, pentru mai mulți ani, membru în Consiliul municipal.
Din 1936 se transferă la Liceul „Aurel Vlaicu” din București.
A debutat în 1921 cu note și recenzii în „Buletinul Institutului de Literatură” al lui Mihail Dragomirescu. În opinia academicianului Răzvan Theodorescu, Sterie Diamandi a fost un autor prolific și informat.
A scris mai multe cărți și studii, printre care „Oameni și aspecte din viața aromânilor”, apărută la București, în 1940 și „Fiul lui Dumnezeu, Fiul Omului” între 1942 - 1943, apărută la Editura Cartea Românească din București (trilogie reeditată în 2008 de Editura Albatros).

## Distincții
- Ordinul Meritul Cultural, în gradul de Cavaler cl. II, pentru litere (1 februarie 1943)[1]

## Lucrări
- Diamandi, Sterie (1934), Galeria oamenilor politici, București: Editura „Cugetarea”
- Diamandi, Sterie (1998), Galeria oamenilor politici, București: Editura Eurosong & Book